# Puissance Télévision
Puissance Télévision est une chaîne de télévision locale ayant son siège à Saint-Dizier (Grand Est).

## Histoire de la chaîne
Puissance Télévision a démarré le 14 mai 2016 lors de la foire expos de Saint-Dizier. En effet, à la suite de l'arrêt de la chaîne Territorial TV, l'association Média Puissance Group' (devenue Puissance Group' en 2023) a œuvré pour créer un nouveau média local travaillant le domaine de la vidéo.
Aujourd'hui[Quand ?], la chaîne diffuse en continu couvrant principalement les villes de Saint-Dizier, Vitry-le-François, Ligny-en-Barrois, Bar-le-Duc et Joinville.
D'abord basée sur un fonctionnement associatif, la chaîne a fonctionné pendant un an avec une équipe composée uniquement de bénévoles[réf. souhaitée]. Puis à la vue de l'adhésion progressive de la population auprès du contenu proposé par le média, l'équipe s'est professionnalisée. Des premiers salariés et volontaires en service civique ont été recrutés. En 2020, pas moins de 20 personnes composent l'équipe de cette chaîne. Depuis 2022, l'équipe n'est composée que de salariée.
En 2023, la chaîne a ouvert une rédaction locale à Chaumont_(Haute-Marne) et à Vitry-le-François.
Un projet de développement est en cours dans le secteur de Langres.

### Identité visuelle (logo)

Logo de Puissance Télévision
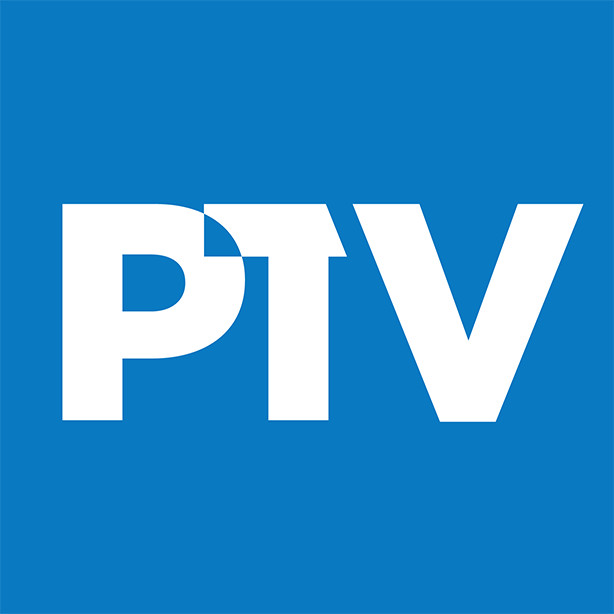
Du 14 mai 2016 à décembre 2021.
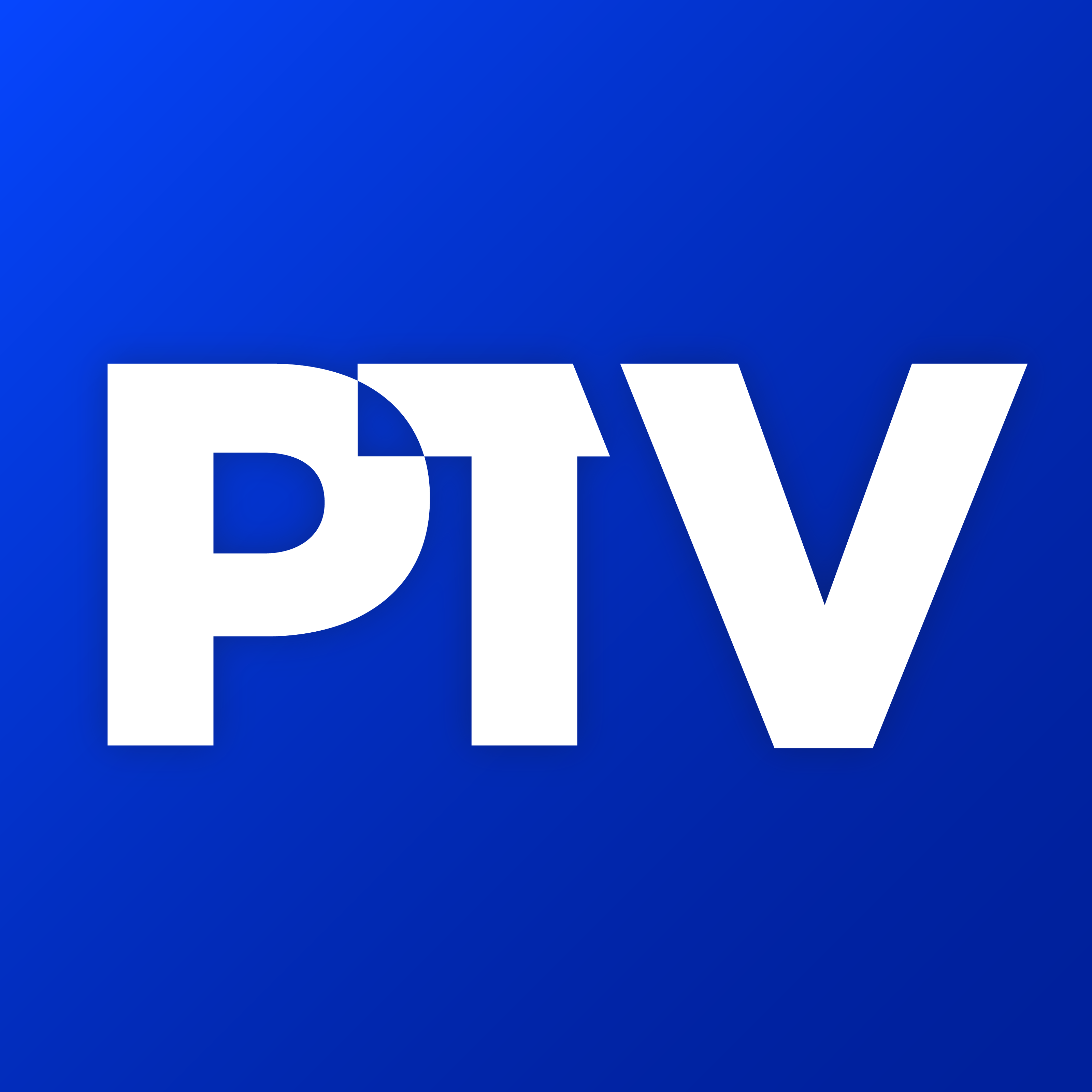
À partir de janvier 2022.

## Diffusion
Depuis mai 2016, Puissance Télévision diffuse sur son site internet ainsi que par ses applications mobiles. Chaîne gratuite en Haute-Marne, Marne et en Meuse, elle sera prochainement disponible sur les box des opérateurs de téléphoniques. Une convention a par ailleurs été signée avec le Conseil supérieur de l'audiovisuel dans ce sens.
La chaîne émet depuis le 19 avril 2023 sur le canal 953 des Freebox, et depuis le 1 juin 2023 sur le canal 373 de Orange TV ainsi que sur le canal 30 dans la mosaïque des chaines locales.

## Studios
A son lancement, la chaîne disposait de studios au sein de l'Espace Camille Claudel à Saint-Dizier. En 2018, un premier déménagement déplace ces studios à seulement 500m de ces premiers, au sein d'un bâtiment communautaire.
En 2020, un bureau local est ouvert à Gondrecourt-le-Château dans la Meuse. En lien avec la couverture médiatique du secteur de la Communauté de communes des Portes de Meuse et celle de la Communauté de communes du Bassin de Joinville en Champagne.
En 2022, le siège de la chaîne déménage au cœur du quartier du Vert-bois à Saint-Dizier, aux côtés du centre de formation Studio P et de l'agence de communication P Com.

## Programmes
Puissance Télévision émet quotidiennement.
Les différents programmes diffusés au long d'une journée sont : 
- L'info
- L'info sport
- La Météo
- LOCO
- Entreprendre
- L' Agenda
- TerritoArt
- La grande Interview
- PTV Emploi

Ainsi que d'autres modules thématiques, notamment La Météo des plages lors de la période estivale.